# Grand Prix d'Ouverture La Marseillaise 2003
Il Grand Prix d'Ouverture La Marseillaise 2003, ventiquattresima edizione della corsa, valido come evento del circuito UCI categoria 1.3, si svolse il 4 febbraio 2003 su un percorso di 150,3 km, con partenza da Gardanne e arrivo ad Aubagne, in Francia. La vittoria fu appannaggio del belga Ludo Dierckxsens, che completò il percorso in 3h32'48", alla media di 42,378 km/h, precedendo lo svedese Magnus Bäckstedt e l'italiano Stefano Casagranda.
Sul traguardo di Aubagne 9 ciclisti portarono a termine la competizione.

## Ordine d'arrivo (Top 9)
| Pos. | Corridore          | Squadra                | Tempo    |
| ---- | ------------------ | ---------------------- | -------- |
| 1    | Ludo Dierckxsens   | Landbouwkrediet        | 3h32'48" |
| 2    | Magnus Bäckstedt   | Fakta                  | s.t.     |
| 3    | Stefano Casagranda | Alessio                | a 7"     |
| 4    | Andrea Ferrigato   | Alessio                | s.t.     |
| 5    | Pierrick Fédrigo   | Crédit Agricole        | s.t.     |
| 6    | Nicolas Portal     | AG2R Prévoyance        | a 11"    |
| 7    | Eddy Seigneur      | Jean Delatour          | a 15"    |
| 8    | Walter Bénéteau    | Brioches La Boulangère | a 26"    |
| 9    | Franck Renier      | Brioches La Boulangère | a 3'02"  |